# Équipe de France féminine de water-polo
Pour les articles homonymes, voir Équipe de France.
L'équipe de France de water-polo féminin est la sélection des meilleures joueuses françaises de water-polo. Qualifiée en tant que représentante du pays hôte, l'équipe de France participe à son premier tournoi olympique en 2024.

## Effectif actuel
Liste des joueuses appelées pour les championnats du monde de natation 2024.
Sélectionneur :  Theodoros Lorantos
- 1 Mia Rycraw GK
- 2 Lara Andres D
- 3 Valentine Heurtaux CB
- 4 Camelia Bouloukbachi FP
- 5 Louise Guillet D
- 6 Orsolya Hertzka D
- 7 Juliette Dhalluin D
- 8 Aurelie Battu CF
- 9 Ema Vernoux FP
- 10 Camille Radosavljevic FP
- 11 Tiziana Raspo FP
- 12 Audrey Daule D
- 13 Pasiphaé Martineaud Peret GK
- 14 Erica Hardy FP
- 15 Lily Vernoux FP

## Palmarès et participations

### Jeux olympiques
- 2000 : n'a pas participé
- 2004 : n'a pas participé
- 2008 : n'a pas participé
- 2012 : n'a pas participé
- 2016 : n'a pas participé
- 2020 : n'a pas participé
- 2024 : 10e place

### Parcours aux Championnats du monde
| Année | Position          |      | Année             | Position |                    | Année | Position |
| 1986  | Non qualifiée     | 2005 | Non qualifiée     | 2017     | Huitième de finale |       |          |
| 1991  | Tour préliminaire | 2007 | Non qualifiée     | 2019     | Non qualifiée      |       |          |
| 1994  | Tour préliminaire | 2009 | Non qualifiée     | 2022     | Quart de finale    |       |          |
| 1998  | Non qualifiée     | 2011 | Non qualifiée     | 2023     | Huitième de finale |       |          |
| 2001  | Non qualifiée     | 2013 | Non qualifiée     | 2024     | Tour préliminaire  |       |          |
| 2003  | Tour préliminaire | 2015 | Tour préliminaire | 2025     | Qualifiée          |       |          |

### Ligue mondiale
- Aucune participation de 2004 à 2022

### Coupe du monde
- 1979 : n'a pas participé
- 1980 : n'a pas participé
- 1981 : n'a pas participé
- 1983 : n'a pas participé
- 1984 : n'a pas participé
- 1988 : n'a pas participé
- 1989 : 7e place
- 1991 : n'a pas participé
- 1993 : n'a pas participé
- 1995 : 7e place
- 1997 : 8e place
- 1999 : n'a pas participé
- 2002 : n'a pas participé
- 2006 : n'a pas participé
- 2010 : n'a pas participé
- 2014 : n'a pas participé
- 2018 : n'a pas participé
- 2023 : n'a pas participé

### Championnat d'Europe
- 1985 : 7e place
- 1987 :  Médaille de bronze
- 1989 :  Médaille de bronze
- 1991 : 4e place
- 1993 : 5e place
- 1995 : 5e place
- 1997 : 8e place
- 1999 : 8e place
- 2001 : 8e place
- 2003 : n'a pas participé
- 2006 : n'a pas participé
- 2008 : 8e place
- 2010 : n'a pas participé
- 2012 : n'a pas participé
- 2014 : 7e place
- 2016 : 7e place
- 2018 : 7e place
- 2020 : 7e place
- 2022 : 7e place
- 2024 : 6e place